# Pop Idol
Pop Idol  je bio britanski televizijski show koji je započeo na ITV-u, 5. listopada 2001. godine; radilo se o natjecanju za pjevačke talente, i odlučivalo se tko će biti nova pop zvijezda, i 'pop idol' u Ujedinjenom Kraljevstvu, a pobjednik bi se odlučivao telefonskim glasovanjem publike. Druga sezona showa je započela 2003. godine.
Idol je postao velik međunarodni televizijski serijal, iako se zbog showa Popstars ne smije u nazivu koristiti riječ "Pop". Od ovog showa, nastalo je mnogo sličnih diljem svijeta, najpoznatiji su Američki Idol, Australski Idol, Idols, Arapski Idol, Idol (Poljska), Idoli (Južna Afrika), Indonezijski Idol, Latinskoamerički Idol, Kanadski Idol, Nouvelle Star, Novozelandski Idol, Pinoy Idol, Deutschland sucht den Superstar, Music Idol, Ídolos, Pakistanski Idol, Super Star, i mnogi drugi, uključujući i hrvatska tri naslova, Hrvatski Idol, Hrvatska traži zvijezdu i Superstar.

## Format
Jedan od najvećih TV formata UK-a, Pop Idol postao je jedna od najpopularnijih showova, s glasovanjem putem telefona, mobitela, SMS-a (ne u prvoj sezoni), "crvene tipke" na upravljaču i putem službene web stranice showa. Finale prve sezone Pop Idola, u veljači 2002., postao je TV show s najvišim brojem glasova za jednu večer u Ujedinjenom Kraljevstvu, pa je i jedan od ITV-ovih najprofitnijih emisija. Sestrinski show na ITV2, Pop Idol Extra, je također koristio SMS glasovanje, što je povećalo dobitak. Prva sezona Pop Idola je dobila velik broja glasova, iako je dopuštala samo telefonsko i internet glasovanje, bez SMS glasovanja i "crvene tipke". 

### Audicije
Primetime program u subotu navečer je bio registriran za prikazivanje audicija, koje su se održavale diljem UK-a sa žirijem, koji se sadržavao od glazbenog producenta Petea Watermana, izvršnog i glazbenog producenta Simona Cowella, glazbene promotorice i menadžerke Nicki Chapman i radio DJ-a Neila Foxa. Uz uspješne audicije, najlošiji "pjevači" su često prikazivani zbog njihovog lošeg talenta. Slabi pjevači su često bili jako iskritizirani od strane žirija, pogotovo od Simona Cowella, čije su ga kritike na Američkom Idolu učinile poznatim. Reakcija žirija na određeni nastup varirao je od gađenja do glasnog smijeha; njihov stav i stil suđenja prema kandidatima je rezultirao kontroverznim mišljenjim ostalih o showu, uključujući i menadžera sastava Take That, Nigela Martina Smitha.
Kad se prvi dio audicija završi, show se premješta u kazalište Criterion, gdje daljnje audicije gleda žiri i odlučuje o najboljih 50 natjecatelja. Ovo je zadnji dio u kojem žiri "upravlja" o sudbinama natjecatelja, što je čudno, a daljnje odluke daje publika telefonskim glasovanjem.

### Top 50
Treći dio showa se održava u televizijskom studiju. 50 natjecatelja budu podjeljeni u pet skupina po deset njih, a svaki natjecatelj pjeva p jednu pjesmu žiriju, ili a capella ili s glasovirom. Svaki član žirija kaže svoj mišljenje, a pri kraju se otvore telefonske linije i gledatelji glasuju o sudbinama natjecatelja. Kasnije iste večeri, otkrivaju se rezultati tele-glasovanja, a najboljih dvoje iz svake skupine idu dalje u završnicu (Top 10). U drugoj sezoni, dodana je višeznačna runda, osmišljena u Američkom Idolu, pa je žiri mogao odabrati deset ispalih natjecatelja i dati im još jednu priliku. U tom posebnom dijelu showa, natjecateljica Susanne Manning je prošla glasovanjem, a Sam Nixon je prošao pomoću spasa žirija. Zbog toga, u završnici je sudjelovalo dvanaest natjecatelja, za razliku od prve sezone, gdje je bilo deset natjecatelja u završnici.

### Završnica
U završnici, show se održava u većem televizijskom studiju, gdje svi natjecatelji pjevaju uživo na TV-u i pred publikom u studiju, uz prateće vokale ili glazbeni sastav. Svaka večer ima svoju temu za pjevanje, pa natjecatelji pjevaju pjesme određennog žanra ili glazbenika. I tada, žiri samo daje komentare, a publika odlučuje o sudbinama natjecatelja. Rezultati glasovanja se prikazuju kasnije navečer, u drugom djelu Live Showa, gdje natjecatelj s najmanje glasova ispada iz showa, a ostali se dalje natječu sljedeće tjedne, dok se ne izabere pobjednik.

## Sezone

### Prva sezona
Prvu sezonu Pop Idola je prenosio ITV u Ujedinjenom Kraljevstvu tijekom zimaskih mjeseci 2001. i 2002. godine. Show je bio pjevačko natjecanje za sve građane između 16 i 26 godine, a pobjednik osvaja milijun funta vrijedan ugovor s diskografskom kućom za izdavanje prvog albuma. Gledanot Pop Idola prije samog finala je procijenjena na oko 10 milijuna gledatelja.
Audicije su održane početkom godine i ljeta 2001. u raznim lokacijama Ujedinjenog Kraljevstva. Na televiziji su prikazane su u listopadu 2001. godine. Prva emisija uživo (Live Show) je prikazana 15. prosinca 2001. a veliko finale je održano 9. veljače 2002. godine. Prvu sezonu je pobijedio Will Young, dok je na drugo mjesto zasjeo Gareth Gates nakon tele-glasovanja publike. Obadva finalista su imali uspjehe sa svojim debitantskim singlovima i albumima. Trećeplasirani Darius Danesh, također je potpisao ugovor s diskografskom kućom i našao je se na Top 40 ljestvici hitova u Ujedinjenom Kraljevstvu, uključujući i singl broj jedan.

Emisije uživo su emitirane u dva dijela subotom. Svaki natjecatelj pjeva u prvom dijelu, oko 19:00 (GMT), a rezultati se čitaju u drugom djelu kasnije navečer.

### Druga sezona
Druga sezona Pop Idola je opet prikazivana na ITV-u Ujedinjenom Kraljevstvu tijekom jeseni i zime 2003. godine. Dobna granica je bila ista kao i u prvoj sezoni, 16 do 26 godina, a pobjednik osvaja milijun funta vrijedan ugovor s diskografskom kućom za izdavanje prvog albuma. Druga sezona je ujedno bila i zadnja sezona Pop Idola i prethodnik je showa X Factor, koji je započeo sljedeće godine.
Michelle McManus iz Glasgowa je osvojila natjecanje. Jako je bila hvaljena zbog pjevanja, no njena tjelesna težina je predstavljala problem, pogotovo članu žirija Peteu Watermanu. Premda je njen prvi singl, "All This Time" dosegao vrh ljestvica, njeni kasniji pokušaji nisu bili ni približno dobri, a kao rezultat toga, raskinula je ugovor s diskografskom kućom. Na drugom mjestu je bio Mark Rhodes iz Walsalla. Često je bio među zadnja 2 ili 3 natjecatelja tijekom tjedana, pa je njegov ulaz u finale iznenadio publiku. Nakon natjecanja, Rhodes je surađivao s trećeplasiranim natjecateljem Samom Nixonom, te su osnovali glazbeni duo i izdali uspješnu verziju The Beatlesove pjesme "With A Little Help from My Friends", koja je zasjela na vrh ljestvica. Nakon neuspjeha drugog singla, Sam i Mark su se premjestili na dječju televiziju, gdje rade uspješno i danas.

## Vanjske poveznice
- Pop Idol  Arhivirana inačica izvorne stranice od 2. travnja 2009. (Wayback Machine) na ITV.com
- Pop Idol u internetskoj bazi filmova IMDb-a